# 1776 (musical)
1776 è un musical di Sherman Edwards e Peter Stone che racconta in chiave ironica i tentativi di John Adams per far firmare ai suoi colleghi la Dichiarazione d'indipendenza degli Stati Uniti d'America. Il musical debuttò a Broadway nel 1969, rimase in scena per 1217 repliche e vinse sei Tony Awards, tra cui miglior musical.
Nel 1972 Peter H. Hunt ne ha realizzato un'omonima versione cinematografica.